# Schronisko na Górze Świętej Anny
Schronisko na Górze Świętej Anny (Annanaude) – nieistniejące schronisko turystyczne położone na wys. ok. 640 m n.p.m. na południowy zachód od szczytu Góry Świętej Anny (647 m n.p.m.) w paśmie Wzgórz Włodzickich. Obiekt znajduje się w granicach administracyjnych Nowej Rudy.

## Historia

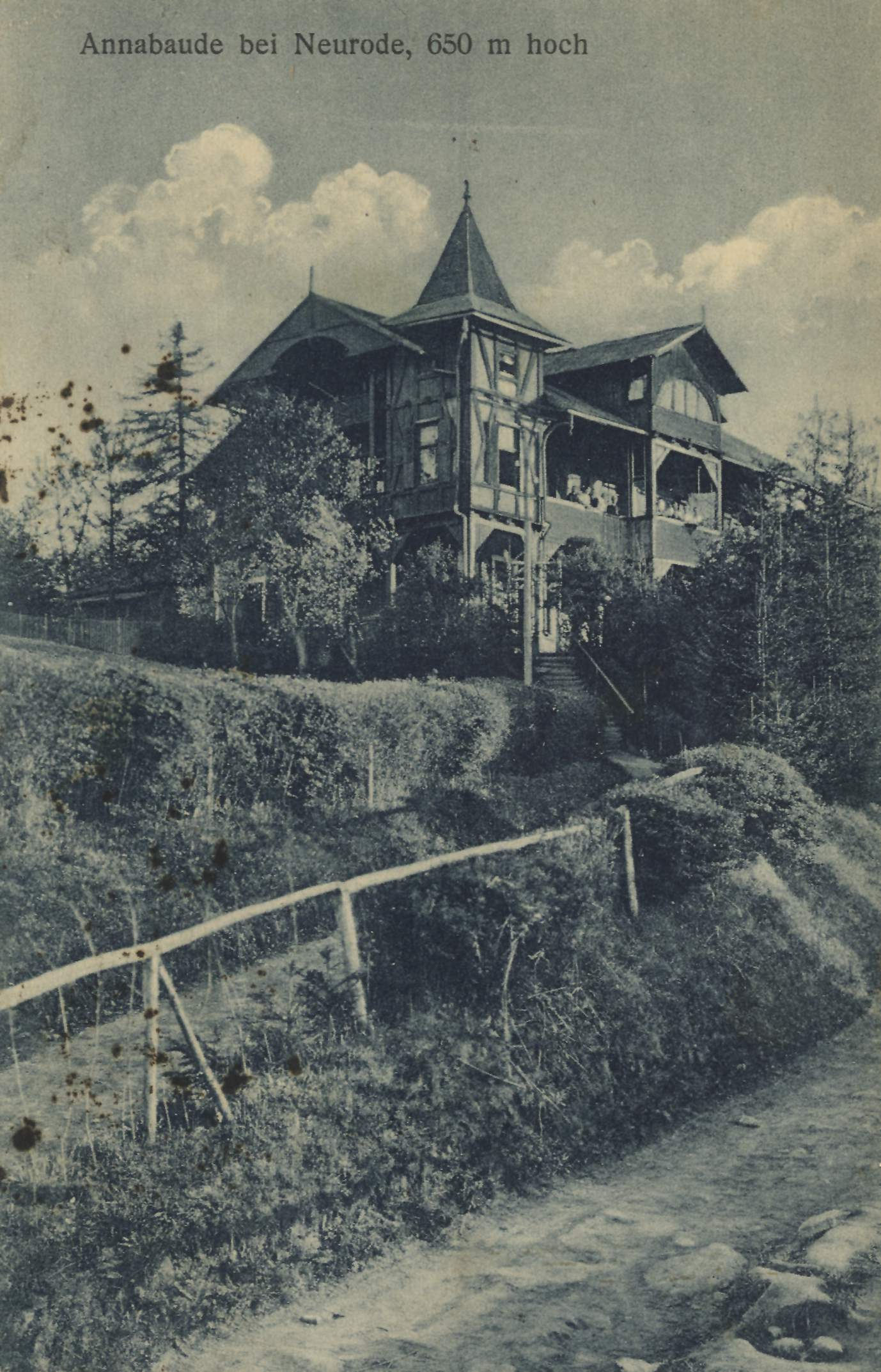
Schronisko w 1922 roku

W 1882 roku w miejscu schroniska powstał pawilon letniskowy, obsługujący turystów i pielgrzymów zmierzających do kościoła św. Anny. W 1903 roku z inicjatywy Carla Ferche –  przewodniczącego noworudzkiej sekcji G.G.V. (Kłodzkiego Towarzystwa Górskiego) obiekt został rozbudowany, uzyskując funkcje noclegowe. Po II wojnie światowej do 1950 roku znajdował się w rękach prywatnych, następnie został przejęty przez państwo i urządzono w nim ośrodek wczasowo-kolonijny. W latach 80. XX wieku znajdował się rękach noworudzkiej straży pożarnej. Następnie w 2008 został sprzedany w ręce prywatne przez starostwo w Kłodzku, jednak żaden z właścicieli nie przywrócił go do użytkowania.

## Szlaki turystyczne
W pobliżu budynku dawnego schroniska przechodzą dwa znakowane szlaki turystyczne:
- na trasie: Kościelec – Góra Wszystkich Świętych – Góra Świętej Anny - Przełęcz pod Krępcem – Nowa Ruda – Włodzicka Góra – Świerki Dolne – Kompleks Gontowa – Sokolec – Schronisko Sowa – Wielka Sowa,
- z Sarn do Nowej Rudy.